# الدوري الجنوبي لكرة القدم 1921–22
الدوري الجنوبي لكرة القدم 1921–22 (بالإنجليزية: 1921–22 Southern Football League)‏ هو موسم من الدوري الجنوبي الممتاز. فاز فيه نادي بليموث أرجايل.